# Ngân hàng Quốc gia
Trong ngân hàng, thuật ngữ ngân hàng quốc gia mang nhiều ý nghĩa:
- đặc biệt là ở các nước đang phát triển, một ngân hàng thuộc sở hữu nhà nước
- một ngân hàng tư nhân thông thường hoạt động trên toàn quốc (trái ngược với khu vực hoặc địa phương hoặc thậm chí quốc tế)
- tại Hoa Kỳ, một ngân hàng tư nhân bình thường hoạt động trong một cấu trúc quy định cụ thể, có thể hoặc không thể hoạt động trên toàn quốc, dưới sự giám sát của Phòng Kiểm soát tiền tệ.

Trước đây, thuật ngữ "ngân hàng quốc gia" đã được sử dụng đồng nghĩa với "ngân hàng trung ương" nhưng ngày nay nó không còn được sử dụng theo nghĩa này. Một số ngân hàng trung ương có thể có từ "Ngân hàng quốc gia" trong tên của họ; ngược lại, nếu một ngân hàng được đặt tên theo cách này, nó không được mặc định coi là một ngân hàng trung ương. Ví dụ, Ngân hàng Quốc gia Canada ở Montreal, Canada là một ngân hàng thương mại tư nhân. Mặt khác, Ngân hàng Quốc gia Ethiopia là ngân hàng trung ương của Ethiopia và Ngân hàng Quốc gia Campuchia là ngân hàng trung ương của Campuchia.

## Theo quốc gia

### Afghanistan
Pashtany Bank là ngân hàng thuộc sở hữu của chính phủ có trụ sở tại Kabul kiểm soát Da Afghanistan Bank cũng như Ngân hàng Quốc gia Afghanistan.

### Argentina
Ngân hàng quốc gia của Argentina là Banco de la Nación Argentina, được thành lập vào năm 1891.

### Úc
Commonwealth Bank được thành lập bởi một đạo luật của Quốc hội Úc vào năm 1911. Quốc hữu hóa ngân hàng là chính sách của Chính phủ Công Đảng của Andrew Fisher. Trong một động thái hiếm hoi vào thời điểm đó, ngân hàng đã có cả tiết kiệm và kinh doanh ngân hàng nói chung. Ngân hàng này cũng là ngân hàng đầu tiên ở Úc nhận được bảo lãnh của Chính phủ Liên bang.
Vào năm 1958 và 1959, đã có một cuộc tranh cãi liên quan đến chức năng kép của ngân hàng là một mặt là ngân hàng trung ương và mặt khác là một ngân hàng nói chung. Do đó, ngân hàng đã bị chia tách, trao chức năng ngân hàng dự trữ cho Ngân hàng Dự trữ Úc và chức năng ngân hàng chung cho Commonwealth Banking Corporation.
Commonwealth Bank đã được tư nhân hóa vào những năm 1990 bởi chính phủ Công Đảng của Paul Keating. Tính đến năm 2016, đây là một trong bốn ngân hàng lớn cùng với National Australia Bank luôn thuộc sở hữu tư nhân.

### Bulgaria
Ngân hàng Quốc gia Bulgaria là ngân hàng trung ương của Bulgaria, được thành lập vào năm 1879 và đây là 1 trong 13 ngân hàng trung ương lâu đời nhất trên thế giới.

### Canada
Đối với ngân hàng trung ương của Canada, xem Ngân hàng Canada. Ngân hàng Quốc gia Canada là một ngân hàng tư nhân không liên quan đến ngân hàng trung ương.

### Chile
Ngân hàng quốc gia ở Chile là BancoEstado. Nó được thành lập vào năm 1953 bằng cách sáp nhập một số tổ chức tài chính nhà nước. Ngân hàng hoạt động cạnh tranh với các ngân hàng tư nhân nhưng ngoài lợi nhuận, mục tiêu của nó là có tác động xã hội tích cực.

### Colombia
Ngân hàng quốc gia ở Colombia là Ngân hàng Cộng hòa. Vai trò chính của nó là kiểm soát dòng tiền trong và ngoài nước và phát hành đồng peso của Colombia.

### Đan Mạch
Danmark Nationalbank là ngân hàng trung ương của Vương quốc Đan Mạch.

### Ấn Độ
Ở Ấn Độ có 18 ngân hàng quốc hữu hóa lớn thống trị lĩnh vực ngân hàng do quy mô lớn và mạng lưới rộng khắp.
Ngân hàng khu vực công (Cổ phần của chính phủ %, kể từ ngày 31 tháng 12 năm 2018)

1. Allahabad Bank (79.41%)
2. Andhra Bank (84,83%)
3. Bank of India (99,99%)
4. Bank of Baroda (63,74%)
5. Bank of Maharashtra (87,01%)
6. Canara Bank (72,55%)
7. Ngân hàng Trung ương Ấn Độ (88,02%)
8. Corporation Bank (84,96%)
9. Indian Bank (81,73%)
10. Indian Overseas Bank (91,99%)
11. Oriental Bank of Commerce (77,23%)
12. Punjab & Sind Bank (79,62%)
13. Punjab National Bank (70,22%)
14. State Bank of India (58,53%)
15. Syndicate Bank (81,23%)
16. UCO Bank (93,29%)
17. Union Bank of India (67,43%)
18. United Bank of India (92,25%)

### Iran
Ngân hàng quốc gia Iran là Ngân hàng Trung ương Cộng hòa Hồi giáo Iran (CBI) (tiếng Ba Tư: بانک مرکزی جمهوری اسلامی ايران, Bank Markazi Jomhouri Islami Iran). Nó được thành lập vào năm 1960.

### Kenya
National Bank of Kenya là một ngân hàng thương mại được thành lập vào năm 1968. Cổ phiếu của nó được niêm yết trên Sàn giao dịch chứng khoán Nairobi và được sở hữu phần lớn (70%) bởi Chính phủ Kenya và Quỹ An sinh xã hội quốc gia thuộc sở hữu nhà nước Kenya.

### New Zealand
New Zealand hiện có một ngân hàng quốc doanh là Kiwibank, được thành lập vào năm 2001.
Chính phủ New Zealand trước đây sở hữu hai ngân hàng khác ở New Zealand: Ngân hàng New Zealand, từ năm 1945 đến năm 1992 khi được tư nhân hóa và bán đi và Ngân hàng Tiết kiệm Bưu điện, được thành lập như một thực thể riêng biệt với việc tư nhân hóa New Zealand Post. PostBank đã được bán cho ANZ New Zealand vào năm 1989.
The National Bank of New Zealand là một ngân hàng bán lẻ, vào năm 2003, được ANZ mua từ chủ sở hữu cũ của nó, Lloyds TSB. Năm 2013, nó được đổi tên thành ANZ.

### Pakistan
Ngân hàng Quốc gia Pakistan là một ngân hàng lớn ở Pakistan.

### Palestine
Ngân hàng Quốc gia TNB là ngân hàng hàng đầu ở Palestine.

### Serbia
Ngân hàng Quốc gia Serbia là ngân hàng trung ương thuộc sở hữu nhà nước ở Serbia, nơi điều chỉnh tiền tệ của đồng dinar Serbia.

### Nam Phi
First National Bank (Nam Phi) là một ngân hàng thương mại và là một trong những ngân hàng "Big Four" ở Nam Phi.

### Hoa Kỳ
Tại Hoa Kỳ, thuật ngữ ngân hàng quốc gia ban đầu được gọi là Ngân hàng Bắc Mỹ thời kỳ Chiến tranh Cách mạng Hoa Kỳ (sau này là First Bank of the United States) hoặc kế nhiệm của nó, Second Bank of the United States. Cả hai đều không còn tồn tại.
Ở Hoa Kỳ ngày nay, thuật ngữ ngân hàng quốc gia có một ý nghĩa chính xác: một tổ chức ngân hàng được điều hành và giám sát bởi Office of the Comptroller of the Currency ("OCC"), một cơ quan thuộc Bộ Tài chính Hoa Kỳ theo Đạo luật Ngân hàng Quốc gia. Bao gồm trong tên ngân hàng của từ Quốc gia, Hiệp hội Quốc gia chỉ định, hoặc viết tắt N.A. là một phần bắt buộc của tiêu đề pháp lý phân biệt của một ngân hàng quốc gia, như trong "Citibank, N.A." hoặc "CIT Bank, N.A." Ngược lại, nhiều ngân hàng nhà nước được điều lệ bởi các cơ quan chính phủ nhà nước hiện hành (thường là bộ phận ngân hàng của tiểu bang). Công ty Bảo hiểm Ký thác Liên bang Hoa Kỳ (FDIC) bảo đảm tiền gửi tại cả ngân hàng quốc gia và nhà nước.
Ưu điểm của việc nắm giữ một điều lệ của Đạo luật Ngân hàng Quốc gia là một ngân hàng quốc gia không phải tuân theo luật cho vay nặng lãi của nhà nước nhằm ngăn chặn việc cho vay tiền mặt. (Tuy nhiên, xem thêm Cuomo v. Clearing House Ass'n, L.L.C., nói rằng các quy định ngân hàng liên bang không ưu tiên khả năng thực thi luật cho vay công bằng của chính họ.) Hiện tại không có giới hạn liên bang về lãi suất. Chính phủ liên bang chỉ yêu cầu bất kỳ mức giá, lệ phí hoặc điều khoản nào được đặt ra bởi các nhà phát hành phải được tiết lộ cho người tiêu dùng theo Đạo luật cho vay có thật.
Mặc dù tên, không phải tất cả các ngân hàng quốc gia có hoạt động trên toàn quốc. Một số ngân hàng quốc gia chỉ hoạt động tại một thành phố, quận hoặc tiểu bang. Các ngân hàng quốc gia cũng nên được phân biệt với các hiệp hội tiết kiệm liên bang, bao gồm tiết kiệm và cho vay liên bang và ngân hàng tiết kiệm liên bang, là các tổ chức tài chính được điều hành bởi Office of Thrift Supervision, một cơ quan của Bộ Tài chính Hoa Kỳ được sáp nhập với Office of the Comptroller of the Currency vào ngày 21 tháng 7 năm 2012.
Cục Dự trữ Liên bang là ngân hàng trung ương của Hoa Kỳ; nó không phải là một ngân hàng quốc gia mà là một hệ thống các tổ chức duy nhất được Quốc hội đặc biệt thuê để phục vụ trong khả năng này.